# Rochedos Éden

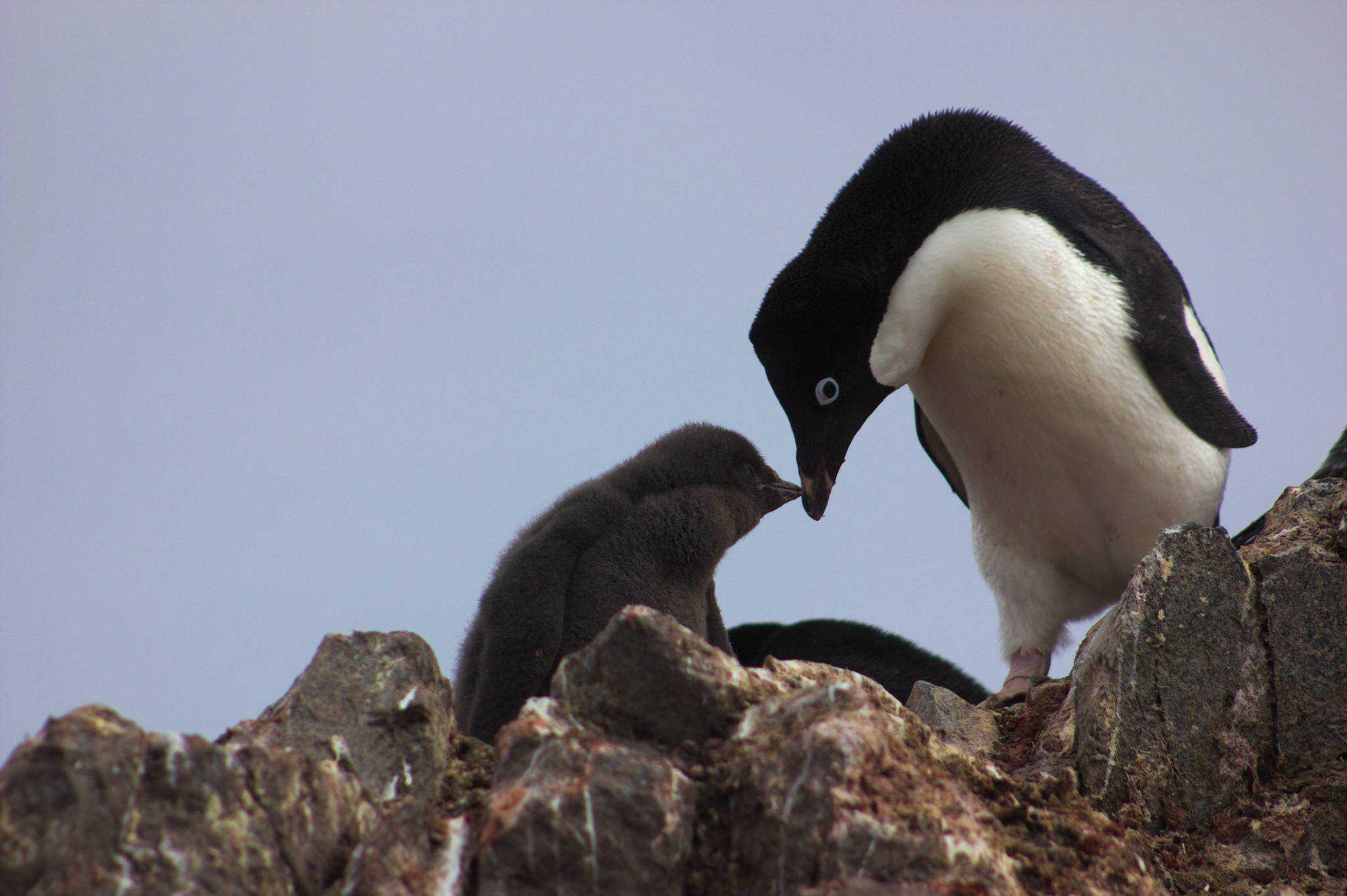
Pinguim-de-adélia adulto com uma cria.

Os Rochedos Éden são dois rochedos, localizados 1.5 km a leste da IlhaPinguim Dundee, na ponta norte da Península Antártica. A BirdLife International designou estes rochedos e o mar ao redor como uma Área Importante para Preservação de Aves (IBA), totalizando 81 hectares, pois eles servem de colônia para cerca de 45,000 casais de Pinguins-de-adélia.
Em 30 de dezembro de 1842, o Capitão James Clark Ross relatou uma ilha neste local, batizando-a de "Ilha Éden" em homenagem ao Capitão Charles Eden. Em 1953, com um exame topográfico realizado pelo British Antarctic Survey, foi concluído que se tratavam de duas ilhotas rochosas, com cerca de 90 metros de altitude, próximas uma da outra.